# Cyrestis harterti
Cyrestis harterti är en fjärilsart som beskrevs av Martin 1903. Cyrestis harterti ingår i släktet Cyrestis och familjen praktfjärilar. Inga underarter finns listade i Catalogue of Life.